# Mimudea tisiasalis
Mimudea tisiasalis is een vlinder van de familie van de grasmotten (Crambidae), uit de onderfamilie van de Spilomelinae. De wetenschappelijke naam van deze soort is voor het eerst voorgesteld als Pionea tisiasalis door Herbert Druce in een publicatie uit 1899.
De soort komt voor in Costa Rica.